# هان ونکسیا
هان ونکسیا (انگلیسی: Han Wenxia؛ زادهٔ ۲۳ اوت ۱۹۷۶) بازیکن فوتبال اهل چین است.
وی همچنین در تیم ملی فوتبال زنان چین بازی کرده‌است.